# Чо Юн Хо Иосиф
Чо Юн Хо Иосиф или Иосиф Чо (кор. 조윤호 요셉, по сист. Конц. Чо Юн Хо Ёсеп; 1848, провинция Чхунчхондо, - 23 декабря 1866, Чонджу) — святой римско-католической церкви, мученик.

## Биография
Чо Юн-хо был сыном корейского мученика Петра Чо Хва Со. Во время начала преследований христиан в Корее, Чо Юн Хо было 17 лет. Через некоторое время он женился. Вместе с женой жил в доме родителей. 5 декабря 1866 года преследователи зашли в дом, чтобы арестовать Чо Юн Хо, но не застав его на месте, остались ждать его. Отец Чо Юн Хо предупредил сына, призывая его скрыться. Однако Чо Юн Хо не стал скрываться и добровольно отдался в руки полиции. Вместе со своим отцом Чо Юн Хо был арестован. Их обоих с помощью пыток пытались склонить к отказу от своей веры. Их приговорили к казни. Согласно корейским законам сын не мог быть казнён в один день вместе с отцом, поэтому Чо Юн Хо был казнён 23 декабря 1866 года, десятью днями позже своего отца Чо Хва Со.

## Прославление
5 июля 1925 года был причислен к лику блаженных римским папой Пием XI, 6 мая 1984 года был причислен к лику святых вместе с другими 103 корейскими мучениками Римским папой Иоанном Павлом II.
День памяти в Католической церкви — 20 сентября.